# Casco (condado de Kewaunee, Wisconsin)
Casco es un pueblo ubicado en el condado de Kewaunee en el estado estadounidense de Wisconsin. En el Censo de 2010 tenía una población de 1.165 habitantes y una densidad poblacional de 12,63 personas por km².

## Geografía
Casco se encuentra ubicado en las coordenadas 44°32′52″N 87°35′4″O / 44.54778, -87.58444. Según la Oficina del Censo de los Estados Unidos, Casco tiene una superficie total de 92.24 km², de la cual 92.22 km² corresponden a tierra firme y (0.03%) 0.03 km² es agua.

## Demografía
Según el censo de 2010, había 1.165 personas residiendo en Casco. La densidad de población era de 12,63 hab./km². De los 1.165 habitantes, Casco estaba compuesto por el 98.37% blancos, el 0.09% eran afroamericanos, el 0% eran amerindios, el 0% eran asiáticos, el 0% eran isleños del Pacífico, el 0.26% eran de otras razas y el 1.29% pertenecían a dos o más razas. Del total de la población el 2.92% eran hispanos o latinos de cualquier raza.